# La Goya
Aurora Purificación Mañanos Jauffret (Bilbao, 1891 - Madrid, 4 de juny de 1950) va ser una cançonetista bilbaïna coneguda nacionalment amb el nom de "La Goya". El seu estil va tenir molt de ressò i va ser molt imitat per les artistes del gènere del cuplet.

## Biografia
Filla de Balbino Mañanos, va ser una artista amb una infància il·lustrada i cosmopolita, a diferència de la major part de les estrelles del mateix gènere, procedents de classes socials baixes. No només gaudia d'una sòlida formació intel·lectual sinó que també va adquirir coneixements de solfeig i piano a l'Escola del Sagrat Cor de Madrid, on va començar a descobrir un fort interès pel món del teatre. Es casà amb el famós pelotari Miguel Zabarte, el qual havia aconseguit grans victòries i fortunes a Mèxic, país al qual la família viatjà. Allí coneix i es forma amb María Conesa, una artista de les més famoses durant 50 anys de l'art frívol mexicà. Quan torna Espanya decideix provar sort i aventurar-se finalment en el món de l'espectacle, conscient del ventall de qualitats que posseïa. La coneixença d'alguns idiomes, l'habilitat al piano, la formació de cant amb el baríton de Guipúscoa Ignacio Tabuyo i l'originalitat del disseny amb què elaborava ella mateixa els seus vestits van ser de gran ajuda per no deixar indiferent el públic i iniciar-se amb una gran rebuda el panorama espanyol.
Debuta al Trianón Palace de Madrid l'any 1911, el més prestigiós coliseu de Madrid gràcies a Álvaro Rentana, el qual li posà el nom artístic de la Goya aprofitant un dels períodes de revalorització del pintor aragonès. Rep una paga de cent pessetes diàries quan el sou comú per a les cupletistes principiants era de set, a més a més que aquest tipus de feina s'acostumava a iniciar-se a cafès, barraques, clubs, etc. A part de la diferència de sou i classe social que la determinava de moltes altres cupletistes, portava un vestuari personalitzat per a cada número, una pràctica que no va trigar a posar-se de moda per les altres artistes i justificant el seu sobrenom de "cançonetista transformista". En aquest primer debut interpretà "Ven y Ven" una cançó de creació pròpia la qual va ser un gran èxit i que va transcendir els vuitanta anys de la seva estrena. La popularitat va ser immediata i aviat van sorgir imitadores de les seves cançons, vestits i actituds. Inclús una d'elles, Pepita Ramos, es va fer anomenar "La Goyita".
A partir d'aquesta bona entrada, els esdeveniments se succeeixen de manera molt nombrosa i amb una clara direcció ascendent. En el 1912 es presenta en el Teatre Lara, significant la primera actuació d'una cançonetista, com també aconsegueix ser pionera en la gravació de cuplets. La seva fama la porta fins a Buenos Aires, el qual representa el punt culminant dels artistes espanyols de l'època. La seva popularitat floreix de tal manera fins al punt d'aparèixer la marca "La Goya" per a perfums, licors, ventalls, cafè i automòbils. Actuà per primera vegada al Gran teatre del Liceu el 10 de desembre del 1912, en un festival en benefici de l'Associació de la premsa Diària. A partir d'aquell moment, va tenir molt d'efecte entre el públic barceloní i fou contractada en el Teatre Tívoli, alternant amb diverses aparicions als locals del Paral·lel -on també va ser un model per a moltes artistes- i el teatre ElDorado de la Plaça de Catalunya.
Mentre estava de gira per Sud-america, el cuplet a la dècada dels XX va passar a un segon pla, donant pas altres formes com el tango, el jazz i els gustos cap al cinema. En aquesta època Aurora Mañanos abandona els escenaris després de la seva actuació al Teatre Princesa encara gaudint d'èxit. Una de les majors figures de la música popular espanyola mort el 4 de juny del 1950 deixant per una banda, una enorme herència d'una varietat de cançons de gran diversitat de gèneres, com les famoses cançons Ven y ven, Tápame o Balancé i per l'altra, un estil i actituds que van perdurar en aquest gènere.